# Milton (cràter)
Milton és un cràter d'impacte en el planeta Mercuri de 180,85 km de diàmetre. Porta el nom del poeta anglès John Milton (1608-1674), i el seu nom va ser aprovat per la Unió Astronòmica Internacional el 1976.